# Граф Гранард
Граф Гранард (англ. Earl of Granard) — наследственный титул в системе Пэрства Ирландии. Он был создан в 1684 году для Артура Форбса, 1-го виконта Гранарда (1623—1696). Первоначально носил чин генерал-лейтенанта, а после Реставрации Стюартов получил чин маршала и главнокомандующего армии, стал членом Тайного совета Ирландии (1670). В 1671, 1673 и 1685 годах занимал должность лорда-юстициария Ирландии. Он наследовал в 1632 году своему отцу в качестве 2-го баронета из Касл Форбса. В 1675 году для него был создан титулы барона Клэнехью и виконта Гранарда (пэрство Ирландии). Его отец Артур Форбс (ок. 1590—1632) получил титул баронета из Касл Форбса в графстве Лонгфорд 29 сентября 1628 года.
Внук первого графа, Джордж Форбс, 3-й граф Гранард (1685—1765), служил адмиралом в королевском флоте и участвовал в войне за Испанское наследство. Еще при жизни своего отца он получил титул лорда Форбса и стал заседать в Ирландской палате лордов. Ему наследовал его сын, Джордж Форбс, 4-й граф Гранард (1710—1769), генерал-лейтенант британской армии. Его внук, Джордж Форбс, 6-й граф Гранард (1760—1837), также носил чин генерала. В 1806 году для него был создан титул барона Гранарда из Касл Донингтона в графстве Лестер (пэрство Соединённого королевства). Этот титул дал графу и его потомкам автоматическое место в Палате лордов Великобритании до принятия акта о пэрах в 1999 году. После его смерти титулы перешли к его внуку, Джорджу Форбсу, 7-му графу Гранарду (1833—1889). Он носил должность лорда-лейтенанта графства Литрим с 1856 по 1872 год. Его сын, Бернард Форбс, 8-й граф Гранард (1874—1948), был военным и либеральным политиком. Лорд Гранард работал в либеральных правительствах Генри Кэмпбелла-Баннермана и Герберта Генри Асквита. Он занимал должности Лорда-в-ожидании (1905—1907), обер-шталмейстера (1907—1915, 1923—1936), лорда-лейтенанта графства Лонгфорд (1916—1922). Также являлся членом Сената Южной Ирландии и Сената Ирландского свободного государства.
По состоянию на 2024 год, обладателем титулов является его внук, Питер Артур Эдвард Гастингс Форбс, 10-й граф Гранард (род. 1957), который стал преемником своего дяди в 1992 году.
Наследник графа Гранарда носил титул учтивости — «Виконт Форбс».
Фамильная резиденция — Касл Форбс в окрестностях Ньютаун-Форбса в графстве Лонгфорд (Ирландия).

## Баронеты Форбс из Касл Форбс (1628)
- 1628—1632: Сэр Артур Форбс, 1-й баронет (ок. 1590 — 14 апреля 1632), сын Уильяма Форбса из Корс Касл (ум. 1596);
- 1632—1695: Сэр Артур Форбс, 2-й баронет (1623—1695), старший сын предыдущего, граф Гранард с 1684 года.

## Графы Гранард (1684)
- 1684—1695: Артур Форбс, 1-й граф Гранард (1623—1695), старший сын Артура Форбса, 1-го баронета Форбса из Касл Форбса;
- 1695—1734: Артур Форбс, 2-й граф Гранард (ок. 1656 — 24 августа 1734), сын предыдущего;
- 1734—1765: Джордж Форбс, 3-й граф Гранард (21 октября 1685 — 29 октября 1765), сын предыдущего;
- 1765—1769: Джордж Форбс, 4-й граф Гранард (15 марта 1710 — 16 октября 1769), старший сын предыдущего;
- 1769—1780: Джордж Форбс, 5-й граф Гранард (2 апреля 1740 — 16 апреля 1780), единственный сын предыдущего;
- 1780—1837: Джордж Форбс, 6-й граф Гранард (14 июня 1760 — 9 января 1837), единственный сын предыдущего от первого брака;
- 1837—1889: Джордж Форбс, 7-й граф Гранард (5 августа 1833 — 25 августа 1889), старший сын генерал-майора Джорджа Джона Форбса, виконта Форбса (1785—1836), и внук 6-го графа Гранарда;
- 1889—1948: Бернард Артур Уильям Патрик Гастингс Форбс, 8-й граф Гранард (17 сентября 1874 — 10 сентября 1948), старший сын предыдущего от второго брака;
- 1948—1992: Артур Форбс, 9-й граф Гранард (10 апреля 1915 — 21 ноября 1992), старший сын предыдущего;
- 1992 — настоящее время: Питер Артур Эдвард Гастингс Форбс, 10-й граф Гранард (род. 15 марта 1957), единственный сын Джона Форбса (1920—1982) и племянник 9-го графа Гранарда;
  - Наследник: Джонатан Питер Гастингс Форбс, виконт Форбс (род. 24 декабря 1981), старший сын предыдущего.